# Aeroportul William P. Hobby
Aeroportul William P. Hobby (IATA: HOU, ICAO: KHOU, FAA LID: HOU) este un aeroport din Houston, Comitatul Harris, Texas, Texas, Statele Unite ale Americii ce deservește zona Greater Houston⁠(d). Aeroportul a fost tranzitat în 2023 de 13.908.466 de pasageri. A fost deschis în 1927 și numit după William Pettus Hobby, Sr.⁠(d).
Situat la o altitudine de 14 m, aeroportul dispune de 4 piste. Este operat de Houston Airport System⁠(d).

## Infrastructură

### Piste
Aeroportul dispune de 4 piste: 
- pista 04/22 din beton, cu dimensiunile 7.602 picioare × 150 picioare
- pista 13L/31R din beton, cu dimensiunile 5.148 picioare × 100 picioare
- pista 13R/31L din asfalt, cu dimensiunile 7.599 picioare × 150 picioare
- pista 17/35 din beton, cu dimensiunile 6.000 picioare × 150 picioare